# Savannah Churchill
Savannah Churchill (* 21. August 1920 in Colfax (Louisiana) als Savannah Valentine; † 19. April 1974 in Brooklyn, New York City) war eine US-amerikanische Rhythm-and-Blues- und Jazz-Sängerin.

## Leben und Wirken
Savannah Churchill stammt aus einer kreolischen Familie aus Louisiana und wuchs in Brooklyn auf, wo sie 1941 aufzutreten begann, um ihre Familie zu ernähren, nachdem ihr Mann bei einem Verkehrsunfall ums Leben gekommen war. Erste Aufnahmen, wie ihr Song „Fat Meat Is Good Meat“ erschien 1942 auf Joe Davis’ Label Beacon Records. Im folgenden Jahr hatte sie Gelegenheit, einige Stücke für Capitol mit dem Benny Carter Orchester einzuspielen, wie auch ihren ersten Hit „Hurry, Hurry“.
1945 schloss sie einen Vertrag mit dem Label Manor Records ab; ihr Song „Daddy Daddy“ gelangte auf # 3 der Rhythm-&-Blues-Charts. 1947 nahm Churchill ihren einzigen Nummer-1-Hit auf; „I Want To Be Loved (But Only By You)“ blieb acht Wochen an der Spitze der R&B-Charts blieb. Die 78er wurde unter der Bandbezeichnung der Vokalgruppe The Sentimentalists veröffentlicht, die sich bald in The Four Tunes umbenannte. Auch weitere Songs Churchills mit The Four Tunes, wie „Time Out for Tears“ (# 10 R&B-, # 24 Pop-Charts) und „I Want to Cry“, beide im Jahr 1948 veröffentlicht, waren erfolgreich in den Hitparaden.  
Savannah Churchill trat auch erfolgreich in verschiedenen Filmen auf, wie in Miracle in Harlem (1948) und Souls of Sin (1949). Mit ihrem Titel (It's No) Sin gelang ihr 1951 ein Top-10-Hit. Auf Tourneen, die sie auch nach Hawaii (1954) führten, wurde sie von der Vokalgruppe The Striders begleitet. Von 1949 an nahm sie für die Label Regal, RCA Victor und Decca auf, 1956 war sie eine der ersten Künstler des neuen Label Argo. 
Ein schwerer Unfall beendete 1956 ihre Karriere, als ein betrunkener Mann bei einem Clubauftritt von einer Empore auf sie stürzte und sie so schwer verletzte, dass sie sich davon nie vollständig erholte. Obwohl sie noch 1960 einige Songs aufnahm, verschlechterte sich ihr Gesundheitszustand zusehends; sie starb 1974 im Alter von 53 Jahren an einer Lungenentzündung.

## Diskographische Hinweise
- Queen of R & B (Jazz Classics)
- Una Mae Carlisle & Savannah Churchill: 1944 (Harlequin)
- Portrait (Bygone Days, ed.2009)